# إدوارد كولينجوود
إدوارد كولينجوود (بالإنجليزية: Edward Collingwood) (و. 1900 – 1970 م) هو رياضياتي من المملكة المتحدة، والمملكة المتحدة لبريطانيا العظمى وأيرلندا، ولد في ألنويك، كان عضوًا في الجمعية الملكية، والجمعية الملكية لإدنبرة، توفي في ألنويك، عن عمر يناهز 70 عاماً.

## مناصب
تولى منصب High Sheriff of Northumberland ‏
.

## التعليم
تعلم في جامعة باريس، وتعلم في West Downs School ‏، وتعلم في كلية الثالوث، كامبريدج
.

## الخدمة العسكرية
خدم في البحرية الملكية البريطانية.

## جوائز
حصل على جوائز منها:
- زميل في الجمعية الملكية
- نيشان الامبراطورية البريطانية من رتبة قائد
- زمالة الجمعية الملكية لإدنبرة